# PLUS (ATMネットワーク)

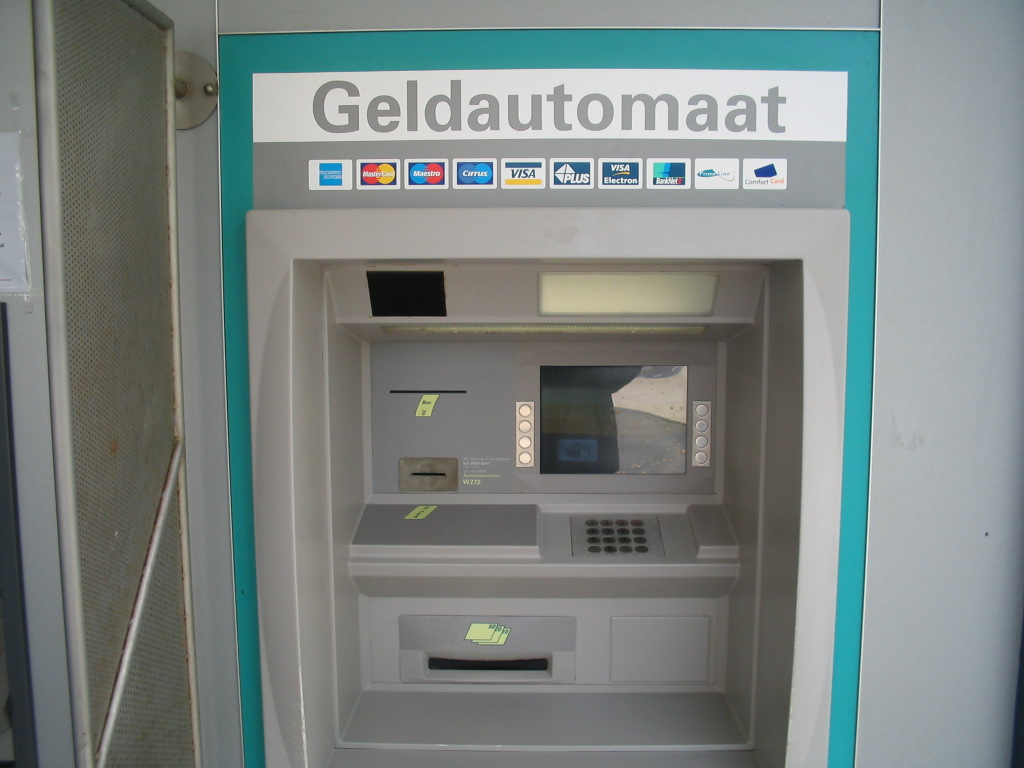
オランダ ABNアムロ銀行の現金自動預け払い機 (ATM)

PLUS （プラス）とは、VISA系列の世界規模のATMネットワークのことをいう。
PLUS-ATMでは、VISA提携のクレジットカード ならキャッシングが出来、VISA系列のインターナショナルナショナルキャッシュカードであれば、本人口座から現金を引き出せる。デビットカード、VISAトラベルマネーなどのようなプリペイド型カード及び世界中の主要銀行が発行したPLUSのロゴが示されているキャッシュカードに対応している。 VISA PLUSとして知られている。

## 概要
170カ国以上の100万箇所以上のATMがPLUSにリンクしネットワークを形成している。しかし、発展途上国など回線状態の良くない地域では利用できない場合も多々ある。
PLUS ATMは、設置者である独立型の銀行ネットワークからVISAのネットワークにリンクしており、利用できるカードの種類（VISA、デビットカード（VISAデビットカード）、VISA DELTA、VISA Electron）のマークがATMなどにステッカーなどで示されている。
現在では、1億4千万枚以上の専用のPLUSカードが発行されている（第二のネットワークとしてPLUSを利用しているいくらかのメンバーは含まれていない）。PLUSの最大のライバルはマスターカードによって提供されているCirrusである（PLUS／Cirrus両者を利用できるATMも数多い）。
PLUSはアメリカ合衆国やカナダなどではローカルな銀行間のネットワークとして広く使われており、アメリカ合衆国のSTARとNYCEあるいはカナダのInteracのようなネットワークと競いあっている。インドやインドネシアでは、多くの銀行間のネットワークとして利用されている。

### 日本
- ゆうちょ銀行ATM - 約27,300台。郵便局・主要空港などに設置。
- セブン銀行ATM - 約23,121台。セブン-イレブン・イトーヨーカドー・そごう・西武・プレミアム・アウトレット並びに主要な日本の空港などに設置。
- イオン銀行ATM - 約5,700台。イオン・マックスバリュ・ミニストップ・一部のスーパーマーケットなどに設置。
- ローソン銀行ATM - 一部を除く

日本では独自規格であることから、一般的な金融機関（都市銀行や地方銀行）の現金自動預け払い機（ATM）では完全対応しておらず、旧・国営のゆうちょ銀行や流通系（セブン銀行、イオン銀行など）による対応が進んでいる。2002年（平成14年）の日韓ワールドカップに備えて郵便貯金のATMが国外発行のPLUSカードに対応するように改造され、順次置き換えられたのを皮切りに2007年（平成19年）7月11日には主にコンビニエンスストアのセブン-イレブン店内で展開するセブン銀行ATMで取扱が開始された。
こうした経緯により、2015年（平成27年）ごろまでは「銀行」を掲げる店では国外カードが使えず日用品店や郵便局で対応している状況が外国からの旅行者にとって非常にわかりにくいため、コンビニATMを営む銀行では英語や中国語などで記載された広告を駅や列車内に出すなどして周知に努めていた。